# Neurona colinérgica

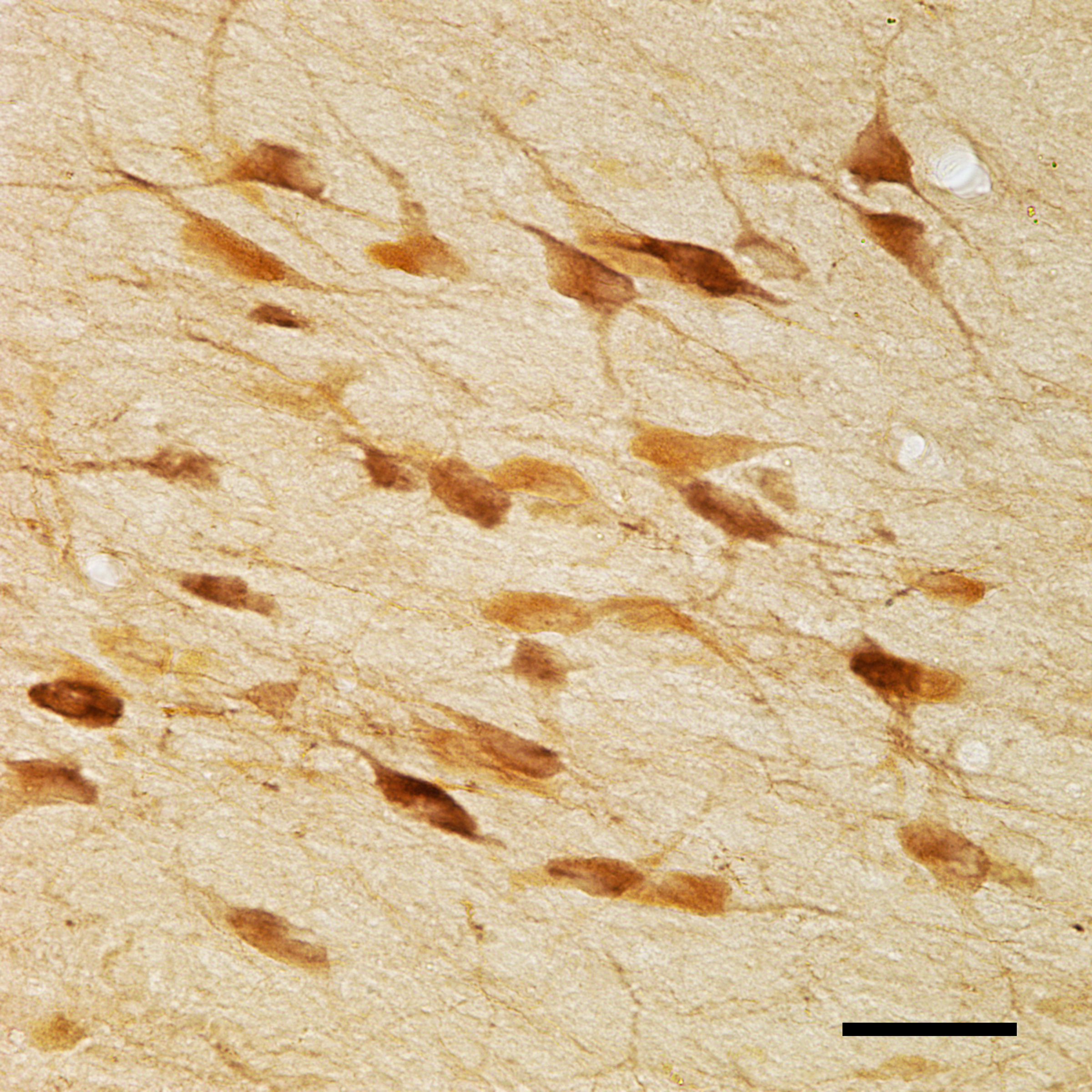
Micrografía de neuronas colinérgicas (marrón) en el núcleo basal de Meynert de un mono rhesus (Macaca mulatta). Las neuronas se han teñido inmunohistoquímicamente utilizando un anticuerpo que reconoce la colina acetiltransferasa, una enzima implicada en la producción del neurotransmisor acetilcolina. Las células representadas se encuentran en el cerebro anterior basal, justo al lado del área preóptica y ventral al globo pálido. La barra de escala representa una distancia de 50 micras (0,05 milímetros).

Una neurona colinérgica es una célula nerviosa que utiliza principalmente el neurotransmisor acetilcolina (ACh) para enviar sus mensajes. Muchos sistemas neurológicos son colinérgicos. Las neuronas colinérgicas proporcionan la fuente principal de acetilcolina a la corteza cerebral y promueven la activación cortical tanto durante la vigilia como durante el sueño con movimientos oculares rápidos. El sistema colinérgico de las neuronas ha sido un foco principal de investigación sobre el envejecimiento y la degradación neuronal, específicamente en lo que se refiere a la enfermedad de Alzheimer. La disfunción y pérdida de las neuronas colinérgicas del prosencéfalo basal y sus proyecciones corticales se encuentran entre los eventos patológicos más tempranos en la enfermedad de Alzheimer.

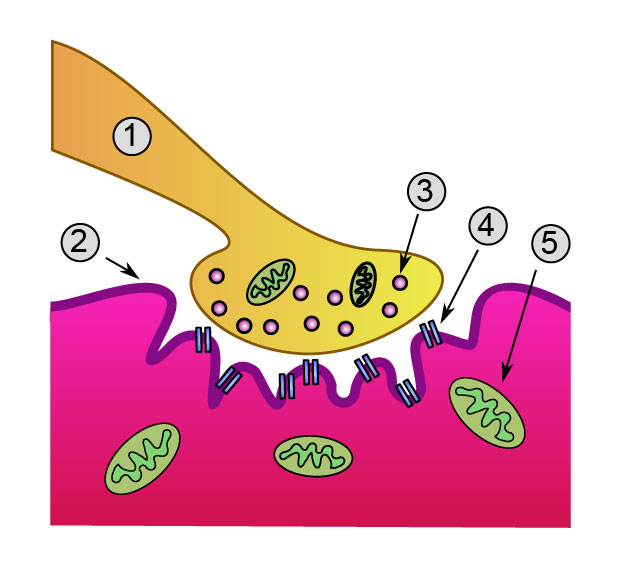
Unión neuromuscular usando acetilcolina como neurotransmisor.
Unión neuromuscular (vista más cercana)
1.- Terminal presináptica
2.- Sarcolema
3.- Vesículas sinápticas
4.- Receptores de acetilcolina
5.- Mitocondria

## Anatomía
La mayoría de las investigaciones sobre neuronas colinérgicas se centran en las neuronas colinérgicas del cerebro anterior basal. Sin embargo, las neuronas colinérgicas sólo representan alrededor del 5% de la población total de células del cerebro anterior basal. La mayoría de estas neuronas se originan en distintas zonas del cerebro anterior basal y tienen amplias proyecciones en casi todas las capas del córtex. Las neuronas colinérgicas del cerebro anterior basal son homólogas dentro de una región concreta del cerebro anterior basal, pero varían de una región a otra. En el tronco encefálico, la acetilcolina se origina en el núcleo pedunculopontino y el núcleo tegmental laterodorsal, conocidos colectivamente como área tegmental mesopontina o complejo pontomesencefalotegmental.

## Envejecimiento normal
El envejecimiento normal se describe como el envejecimiento que no va acompañado de disfunciones conductuales o cognitivas asociadas con el sistema colinérgico del prosencéfalo basal. En el envejecimiento normal, hay hinchazones en forma de cuentas con axones agrandados o engrosados, a menudo en racimos parecidos a uvas. Esta hinchazón de las fibras puede inducirse en el laboratorio dañando el cuerpo celular de la neurona colinérgica, lo que implica una lenta degeneración celular y de las fibras de las neuronas afectadas y sus axones proyectados.

## Efectos neuroprotectores
El factor de crecimiento nervioso protege las neuronas colinérgicas. La pequeña molécula no tóxica urea no tiene ningún efecto neuroprotector sobre las neuronas colinérgicas por sí misma, pero cuando se trataron cortes de cerebro experimental con factor de crecimiento nervioso y urea, el número de neuronas colinérgicas en los cortes de cerebro aumentó significativamente en comparación con los cortes tratados sólo con factor de crecimiento nervioso. El efecto potenciador de la urea puede deberse a la inhibición del sistema de óxido nítrico dentro de la neurona colinérgica.

## Relación con el sistema circadiano de los mamíferos
Las neuronas colinérgicas, junto con las no colinérgicas, tienen funciones reguladoras del sueño/vigilia en el cerebro anterior basal que pueden clasificarse en función de sus patrones de disparo en diferentes regiones. El sistema colinérgico permite que el sistema circadiano tenga el ciclo de un día. La neurona colinérgica también puede desempeñar un papel en la memoria temporal y en la capacidad de un individuo para formar un recuerdo en torno a una determinada hora del día, lo que se conoce como "sellado temporal". El sistema colinérgico se caracteriza por una elevada liberación de acetilcolina durante la fase activa del ritmo circadiano del individuo.

### Patrones de disparo y el sistema circadiano
En la banda medial septum-diagonal del área de Broca del cerebro, las neuronas colinérgicas tienen tasas de disparo muy bajas tanto durante la vigilia como durante el sueño no REM, y no muestran ráfagas rítmicas durante la actividad electroencefalográfica hipocampal (theta). Sin embargo, las neuronas colinérgicas del núcleo preóptico magnocelular y de la sustancia innominada presentan un aumento de las frecuencias de disparo con actividad electroencefalográfica cortical rápida (gamma) durante la vigilia y el sueño con movimientos oculares rápidos. Esto indica que las neuronas colinérgicas pueden ser activadas a través de receptores α1 por la noradrenalina, liberada por las neuronas del locus coeruleus durante los ciclos de vigilia. En un resumen básico, las neuronas colinérgicas están siempre activas durante los ciclos de vigilia o de sueño de movimientos oculares rápidos, y es más probable que activen la corteza cerebral para inducir las actividades de la onda gamma y del ritmo theta mientras promueven conductualmente los estados de vigilia y de sueño de movimientos oculares rápidos.

### Memoria de tiempo y sellado de tiempo
El núcleo supraquiasmático funciona como el reloj maestro hipotalámico, controlando el ritmo circadiano del cuerpo. El núcleo supraquiasmático de ratones, hámsters y ratas tiene una pequeña cantidad de inervación colinérgica. Una "memoria temporal" es el recuerdo de una hora concreta del día para la que un individuo hizo una asociación con un determinado acontecimiento o lugar. El "sellado de tiempo" es el proceso mediante el cual se codifica la hora específica del día para apoyar la formación de un recuerdo temporal. La situación debe ser importante y específica, sin prolongaciones innecesarias, para que se produzca una marca de tiempo. La acetilcolina excita las células del núcleo supraquiasmático, por lo que la transmisión colinérgica de más acetilcolina al núcleo supraquiasmático debería apoyar la formación de una memoria temporal.
El número de receptores de acetilcolina muscarínicos libres y disponibles (mAChR) es más alto cuando la liberación de acetilcolina está en los niveles más bajos. Cuando se produce un acontecimiento memorable, se produce una liberación masiva de acetilcolina que se unirá a los mAChR. Cuando hay demasiados, los mAChR reducen o bloquean la entrada colinérgica, lo que protege a estas células y a las redes de la entrada colinérgica adicional que podría interrumpir la señal. Esto permite que el núcleo supraquiasmático realice un sellado temporal y produzca una memoria temporal de lo que acaba de ocurrirle al individuo. Si es correcto, esto explicaría el papel de la neurona colinérgica en la memoria.

### Sistema circadiano y enfermedad de Alzheimer
El sistema circadiano es uno de los primeros sistemas dañados en la enfermedad de Alzheimer. Los pacientes de Alzheimer a menudo se quejan de sueño interrumpido, sueño de movimiento ocular rápido acortado y aumento de los despertares nocturnos. Estas interrupciones empeoran constantemente a medida que avanza la enfermedad. En el envejecimiento es normal que los ritmos circadianos se deterioren, ya que las fluctuaciones de la colina acetiltransferasa (ChAT) cambian de patrón y los niveles de acetilcolina fluctúan con más frecuencia. Dado que la enfermedad de Alzheimer modifica drásticamente la función colinérgica, el sistema circadiano sigue de forma natural los cambios en los niveles. La ritmicidad circadiana en la liberación de acetilcolina es fundamental para el procesamiento óptimo de la memoria, y la pérdida de esta ritmicidad contribuye a los problemas cognitivos de la enfermedad de Alzheimer.

### Comportamiento olfativo
La modulación circadiana de las neuronas colinérgicas podría ser importante para mediar en los comportamientos sexuales de los ratones. Las modificaciones de la actividad neuronal colinérgica basal del cerebro anterior perturbaron la discriminación de olores simples, y la investigación de olores sociales.

## Desórdenes neurológicos
La degeneración de las neuronas colinérgicas en el prosencéfalo basal se ha relacionado con el progreso de los déficits de memoria relacionados con el envejecimiento, lo que eventualmente resulta en una disminución de la función colinérgica. La disfunción y pérdida de las neuronas colinérgicas del prosencéfalo basal se ha observado en muchas demencias, especialmente en la enfermedad de Alzheimer. Hallazgos recientes implican que los déficits cognitivos relacionados con el envejecimiento se deben a deterioros de la función colinérgica y no a la pérdida de células colinérgicas. Esto sugiere que será posible revertir los declives cognitivos, ya que las células no están muertas, sino deteriorándose.

### Enfermedad de Alzheimer
La enfermedad de Alzheimer es la forma más común de demencia y la sexta causa principal de muerte en los Estados Unidos. La proporción de muertes asociadas con la enfermedad de Alzheimer continúa creciendo rápidamente, aumentando en un 66 % entre 2000 y 2008. La enfermedad de Alzheimer generalmente implica una disminución en la actividad de la colina acetiltransferasa y la acetilcolinesterasa, así como una disminución en la liberación de acetilcolina. La investigación del sistema colinérgico puede proporcionar la clave para tratar y revertir esta devastadora enfermedad.

#### Marcas histológicas
Aunque se ha observado degeneración de las células colinérgicas del prosencéfalo basal en muchas otras demencias, el Alzheimer tiene dos características histológicas distintivas: placas de beta amiloide y ovillos neurofibrilares . Las placas de beta amiloide son fibrillas de alto peso molecular y son los principales componentes del cerebro senil de la enfermedad de Alzheimer. Parece haber una gran patología microvascular intrínseca del cerebro en estos casos, lo que sugiere un vínculo entre la producción de beta amiloide, las alteraciones en la función cerebrovascular y los déficits colinérgicos del prosencéfalo basal en la EA. Parece que el beta amiloide (1-42) media su acción citotóxica al afectar proteínas clave que desempeñan un papel en la inducción de la apoptosis. También hay evidencia que muestra que las proteínas beta amiloide en realidad se unen a las neuronas colinérgicas e inhiben físicamente la actividad de ChAT en cultivos tratados con oligómeros de beta amiloide. Las otras características histológicas, los ovillos neurofibrilares, son las inclusiones intracelulares formadas por agregados de proteína tau hiperfosforilada. Esto se encuentra solo en poblaciones seleccionadas de pacientes con Alzheimer. Esta proteína tau tiene una patología específica, y se ha encontrado tanto en pacientes con deterioro cognitivo leve (precursor del alzhéimer) como en el propio alzhéimer. Los ovillos neurofibrilares parecen aumentar dentro del complejo colinérgico delprosencéfalo basal con la vejez y a un ritmo más acelerado en pacientes con Alzheimer.

#### Causa probable de la vulnerabilidad de las neuronas colinérgicas
La "hipótesis colinérgica" es una patología bien establecida de la implicación de las neuronas colinérgicas en la enfermedad de Alzheimer debido a su papel en la memoria. Una investigación realizada en 2007 determinó por qué las neuronas colinérgicas se volvían más vulnerables a la formación de placas beta amiloides. Existe una vía tanto para la maduración como para la degradación del factor de crecimiento nervioso, que hace que las neuronas colinérgicas se vuelvan vulnerables. Las neuronas colinérgicas del cerebro anterior basal dependen en gran medida del suministro interno constante de factor de crecimiento nervioso durante toda la vida. Si el suministro de factor de crecimiento nervioso se interrumpe, podría empezar a producirse atrofia colinérgica en estas neuronas y cambiar su fenotipo. Este suministro podría interrumpirse si se produce un fallo en la cascada de proteasas y el precursor proFCN no puede convertirse en factor de crecimiento nervioso. Esto se debe a un aumento de la actividad de la metaloproteinasa-9 de la matriz, que aumenta la degradación del factor de crecimiento nervioso y reduce su producción. Este doble fracaso de la estimulación del factor de crecimiento nervioso conduce a la atrofia progresiva de las neuronas colinérgicas del cerebro anterior basal, lo que a su vez contribuye a los descensos del aprendizaje y la memoria relacionados con el Alzheimer.

#### Modelo de enfermedad
La mayoría de los estudios sobre el Alzheimer han utilizado como modelo de la enfermedad cerebros de ratones o ratas con acumulación de placa beta amiloide. En 2013, el Dr. Su-Chun Zhang y su equipo de investigación obtuvieron neuronas colinérgicas a partir de células madre neuroepiteliales en un entorno de laboratorio, lo que facilitó el ensayo de posibles tratamientos sin necesidad de utilizar animales vivos.

#### Tratamientos potenciales
Entre los tratamientos potenciales para el Alzheimer se incluye el uso de memantina, un antagonista no competitivo del receptor NMDA de afinidad moderada que bloquea preferentemente la actividad excesiva del receptor de N-metil-D-aspartato (NMDA) sin alterar la actividad normal. Este tratamiento se basa en la teoría de que los trastornos neuronales degenerativos cursan con procesos excitotóxicos debidos a la sobreestimulación inapropiada del receptor NMDA. En un modelo de rata, el tratamiento con memantina administrado de forma preventiva a ciertas ratas antes de la lesión por beta-amiloide (1-42) redujo significativamente la pérdida de fibras colinérgicas. El tratamiento con memantina revirtió los déficits de atención y aprendizaje en ratas afectadas por beta-amiloide (1-42). Estos datos indican la capacidad de memantina para rescatar las fibras colinérgicas neocorticales (procedentes de las neuronas colinérgicas del cerebro anterior basal) de los efectos neurotóxicos de los oligómeros de Beta amiloide (1-42). También hay que señalar que la memantina es capaz de inhibir la truncación de la glucógeno sintasa quinasa-3 (desencadenada por la calpaína activada), que se cree que desempeña un papel clave en la patogénesis del Alzheimer, afectando a la fosforilación de tau (el segundo sello histológico). Otro tratamiento consiste en el uso de colina acetiltransferasa exógena como suplemento en las neuronas colinérgicas. Las neuronas colinérgicas tienen una actividad de la colina acetiltransferasa y la acetilcolina significativamente reducida, lo que se correlaciona con la gravedad de la demencia o los trastornos cognitivos. El problema de esta terapia es que la acetiltransferasa de colina está bloqueada en gran medida por la barrera hematoencefálica. La PTD-ChAT es una proteína de fusión formada por el dominio de transducción de proteínas y la colina acetiltransferasa; puede atravesar la barrera hematoencefálica y las membranas celulares. Regula los niveles de acetilcolina en el cerebro, curando a los ratones tratados con PTD-ChAT de sus déficits cognitivos y de memoria.

### Otras enfermedades potenciales
Las neuronas colinérgicas tienen efecto sobre otras enfermedades neurodegenerativas como la enfermedad de Parkinson, la enfermedad de Huntington y el síndrome de Down. Al igual que con el Alzheimer, la degeneración de las neuronas colinérgicas del prosencéfalo basal y la disminución del neurotransmisor acetilcolina tienen un efecto drástico en la función conductual y cognitiva.